# شكرا على التدخين (رواية)
شكرا على التدخين رواية للكاتب الأمريكي كريستوفر باكلي، نشرت سنة 1994. تحكي قصة نيك نيلور، تاجر تبغ ذي النفوذ في سنوات التسعينات.